# ICOMOS
De ICOMOS (The International Council on Monuments and Sites) is een internationale NGO die zich bezighoudt met het behoud van culturele monumenten zoals gebouwen, historische steden, cultuurlandschappen en archeologische vindplaatsen.
ICOMOS is opgericht in 1965, en is weer onderverdeeld in nationale comités. Het is een netwerk van experts op het gebied van onder andere geschiedenis, archeologie, antropologie en stedenbouwkunde. Er zijn meer dan 7000 leden in ruim 110 landen. Het hoofdkwartier zetelt in Parijs.
ICOMOS is vooral bekend als adviseur van de UNESCO op gebied van het cultuurerfgoed dat staat op, of wordt genomineerd voor, de Werelderfgoedlijst. Een andere belangrijke activiteit is het aanwakkeren van de publieke interesse voor het behoud van monumenten, bijvoorbeeld door het organiseren van een jaarlijkse Internationale Monumentendag (18 april). Ook stimuleert het de uitwisseling van kennis tussen internationale experts, en geeft het training en advies.

## ICOMOS Nederland
ICOMOS Nederland is de nationale tak van ICOMOS. De vereniging zet zich in als aanspreekpunt voor een uitwisseling van kennis en informatie op het gebied van cultureel erfgoed (monumentenzorg en archeologie).
Het thema Water en cultureel erfgoed (Water & Heritage) is door ICOMOS Nederland internationaal geagendeerd. De reden is niet alleen de noodzaak om wereldwijd waterwerken te beschermen tegen steeds vaker voorkomende wateroverlast veroorzaakt door de klimaatverandering, maar bovendien van water gerelateerd erfgoed lering te trekken om de gevolgen van klimaatverandering op te vangen ('water & hertage for the future). Inmiddels zijn onder de aegis van ICOMOS Nederland hierover twee internationale publicaties verschenen en is een internationaal scientific committee Water Heritage in oprichting. Sedert 2018 heeft ICOMOS Nederland tevens de focusthema's gedeeld cultureel erfgoed en toerisme & erfgoed opgepakt.

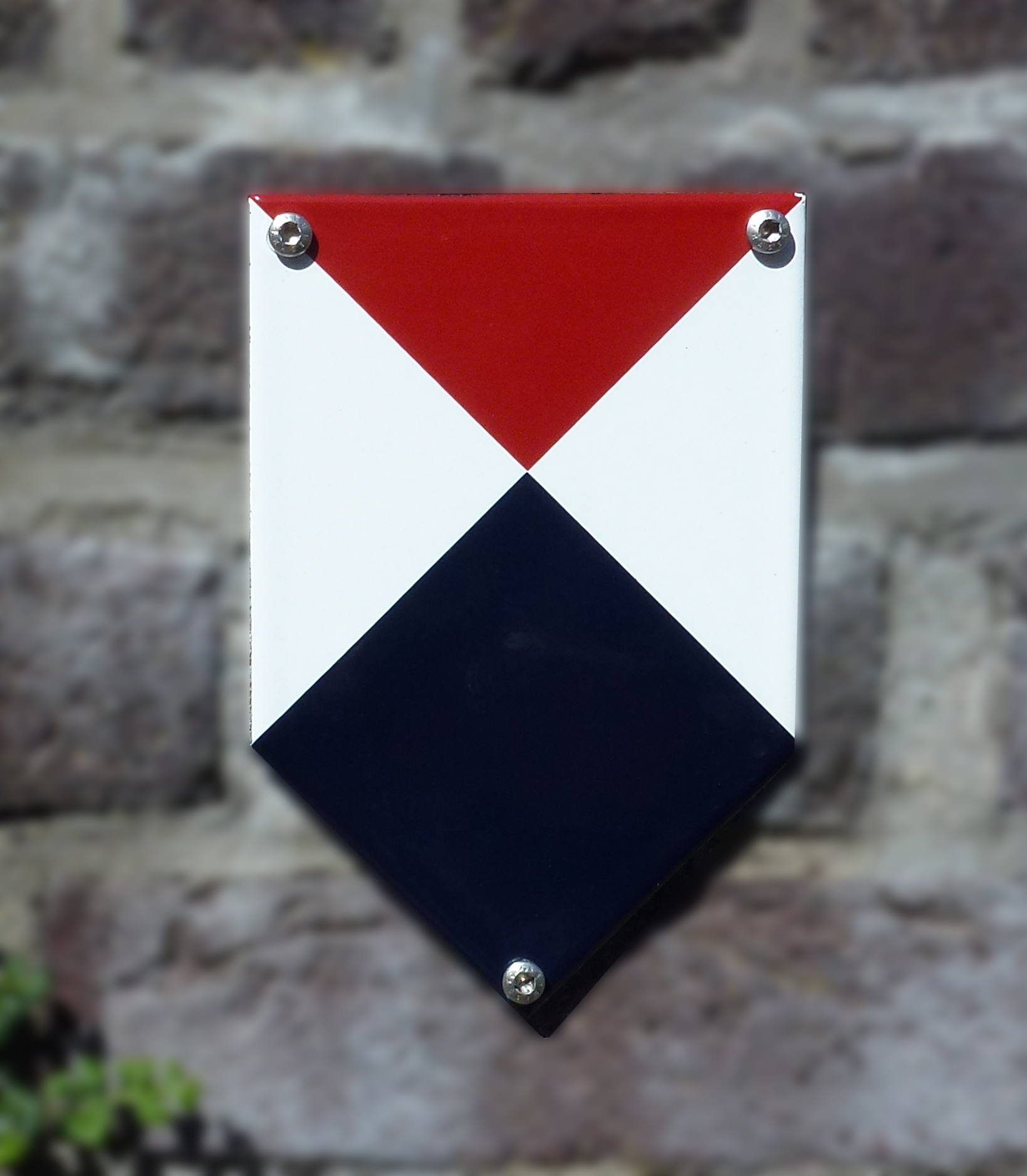
Water & Heritage Awareness schildje

## Water en erfgoed schildje (Water & Heritage Awareness-schild)
Het schildje wordt door ICOMOS Nederland toegekend aan een historisch watersysteem
- Amsterdam 4 juni 2015 voor de Magere Brug
- Gouda 17 juni 2016 voor de Donkere sluis